# Martin Ness (Eishockeyspieler)
Martin Ness (* 28. März 1993 in Uster) ist ein Schweizer Eishockeyspieler, der auch die deutsche Staatsangehörigkeit besitzt. Er stand zuletzt bis zum Saisonende 2022/23 im Aufgebot des EHC Kloten aus der National League.

## Karriere
Ness durchlief die Jugendabteilung des Zürcher SC und gab in der Saison 2011/12 sein Debüt für die GCK Lions, der Nachwuchsfördermannschaft der ZSC Lions, in der National League B (NLB). Den Sprung in die Zürcher Mannschaft in der National League A schaffte er nicht.
2014 wechselte er zu Fribourg-Gottéron und spielte für die Üechtländer in der NLA. Zu Saisonbeginn 2015/16 stand er dank einer B-Lizenz mehrheitlich für den NLB-Klub HC Ajoie auf dem Eis. Im Dezember 2015 wurde Ness vom SC Bern verpflichtet. Beim SCB blieb er ein Jahr und wurde mit ihm 2016 Schweizer Meister. Im Dezember 2016 wechselte er zu den Krefeld Pinguinen in die Deutsche Eishockey Liga (DEL).
Ende Januar 2018 ging er in die Schweiz zurück und schloss sich dem Zweitligisten SC Rapperswil-Jona Lakers an, mit dem er Meister wurde und in die National League aufstieg. Anfang Mai 2018 wurde sein Vertrag in Rapperswil verlängert. Am Spengler-Cup 2018 verstärkte er leihweise die Nürnberg Ice Tigers.
Im Juni 2021 wurde Ness vom NL-Aufsteiger HC Ajoie für zwei Jahre verpflichtet und spielte ab Januar 2022 leihweise beim EHC Kloten in der Swiss League. Zur Saison 2022/23 wechselte er per Einjahresvertrag fix zum EHC Kloten.

### International
Ness spielte ab dem Altersbereich U16 in der Schweizer Nationalmannschaft und war ebenfalls Kadermitglied der U17-, U18-, U19- sowie U20-«Nati». Dabei nahm er mit der Schweizer U20-Auswahl an der Weltmeisterschaft 2013 teil.

## Erfolge und Auszeichnungen
- 2022 Meister der Swiss League und Aufstieg in die National League mit dem EHC Kloten